# Pseudonapomyza errata
Pseudonapomyza errata este o specie de muște din genul Pseudonapomyza, familia Agromyzidae, descrisă de Zlobin în anul 1993.
Este endemică în Uzbekistan. Conform Catalogue of Life specia Pseudonapomyza errata nu are subspecii cunoscute.